# Praisemuziek
Praisemuziek (ook wel aanbiddingsmuziek of lofprijzingsmuziek, maar vaak beter bekend onder de Engelse termen worship of praise & worship) is een muziekgenre binnen het christendom, waarmee muziek bedoeld wordt die gemaakt wordt door een praise- of aanbiddingsband. Praisemuziek wordt ook wel omschreven als liefdesliedjes voor God. Het aanbidden van God is dan ook het primaire doel van de muziek.
Praisemuziek wordt gespeeld in (met name evangelische) kerken en op christelijke festivals en evenementen. De praiseband heeft als doel om een groep mensen voor te gaan, te leiden, in het aanbidden van God door middel van muziek. De leadzanger(es) van de band wordt vaak de aanbiddingsleider genoemd.

## Termen: lofprijs en aanbidding
Vaak wordt er onderscheid gemaakt tussen lofprijsliederen en aanbiddingsliederen, wat vooral te maken heeft met het karakter van de muziek. Kenmerken van lofprijsliederen zijn: vaak uptempo en "feestelijk", of tekstueel een vrij algemene oproep tot aanbidding bevattend. (Bijvoorbeeld: Laten wij aanbidden!) Kenmerken van aanbiddingliederen zijn: vaak wat langzamere muziek, tekstueel meer op "God" gericht en persoonlijker van aard. (Bijvoorbeeld: Ik aanbid U.) Veel praiseliederen bevatten kenmerken van beide; vaak is dan het refrein lofprijzing en het couplet aanbidding of andersom. In veel gevallen begint een zangdienst in de lofprijssfeer en gaat deze halverwege over in een sfeer van aanbidding.

## Artiesten
Internationaal gezien maken voornamelijk veel bekende Amerikaanse artiesten praisemuziek. Onder anderen Matt Redman, Tim Hughes, Michael W. Smith, Steven Curtis Chapman, Mark Schultz, Brian Doerksen, Darlene Zschech, Jason Upton, Twila Paris, Reuben Morgan, Rich Mullins, Stacie Orrico, Israel Houghton en Krystal Meyers zijn in de afgelopen 20 jaar bekende christelijke artiesten geweest.
Belangrijke bands die te onderscheiden zijn, zijn de Newsboys, Jars of Clay, Avalon, Delirious? en Audio Adrenaline.
Daarnaast houden sommige kerkgenootschappen en christelijke bewegingen zich bezig met het maken van nieuwe praisemuziek. 
Voorbeelden hiervan zijn: Jesus Culture, Vineyard, Soul Survivor, Hillsong en Hillsong United.
In Nederland zijn er ook bekende praiseartiesten en bands, onder meer Kees Kraayenoord, Reni en Elisa Krijgsman, Sela en Marcel & Lydia Zimmer.

## Nederlandstalig
Stichting Opwekking geeft ieder jaar een nieuwe bundel liederen met bijbehorende cd uit. De meeste opwekkingsliederen zijn vertalingen van Engelstalige praisemuziek. Artiesten die bij Opwekking verantwoordelijk zijn voor nieuwe, Nederlandstalige liederen zijn onder meer Elisa Krijgsman, Marcel Zimmer en Peter van Essen. Ook is er het muzieklabel Highway Music (met onder andere Soul Survivor, Marcel en Lydia Zimmer en Fused).